# Fredagstjärnen (Älvdalens socken, Dalarna)
Fredagstjärnen är en sjö i Älvdalens kommun i Dalarna och ingår i Dalälvens huvudavrinningsområde. Sjöns area är 0,015 kvadratkilometer och den är belägen 574,8 meter över havet.